# Assunzione di Maria

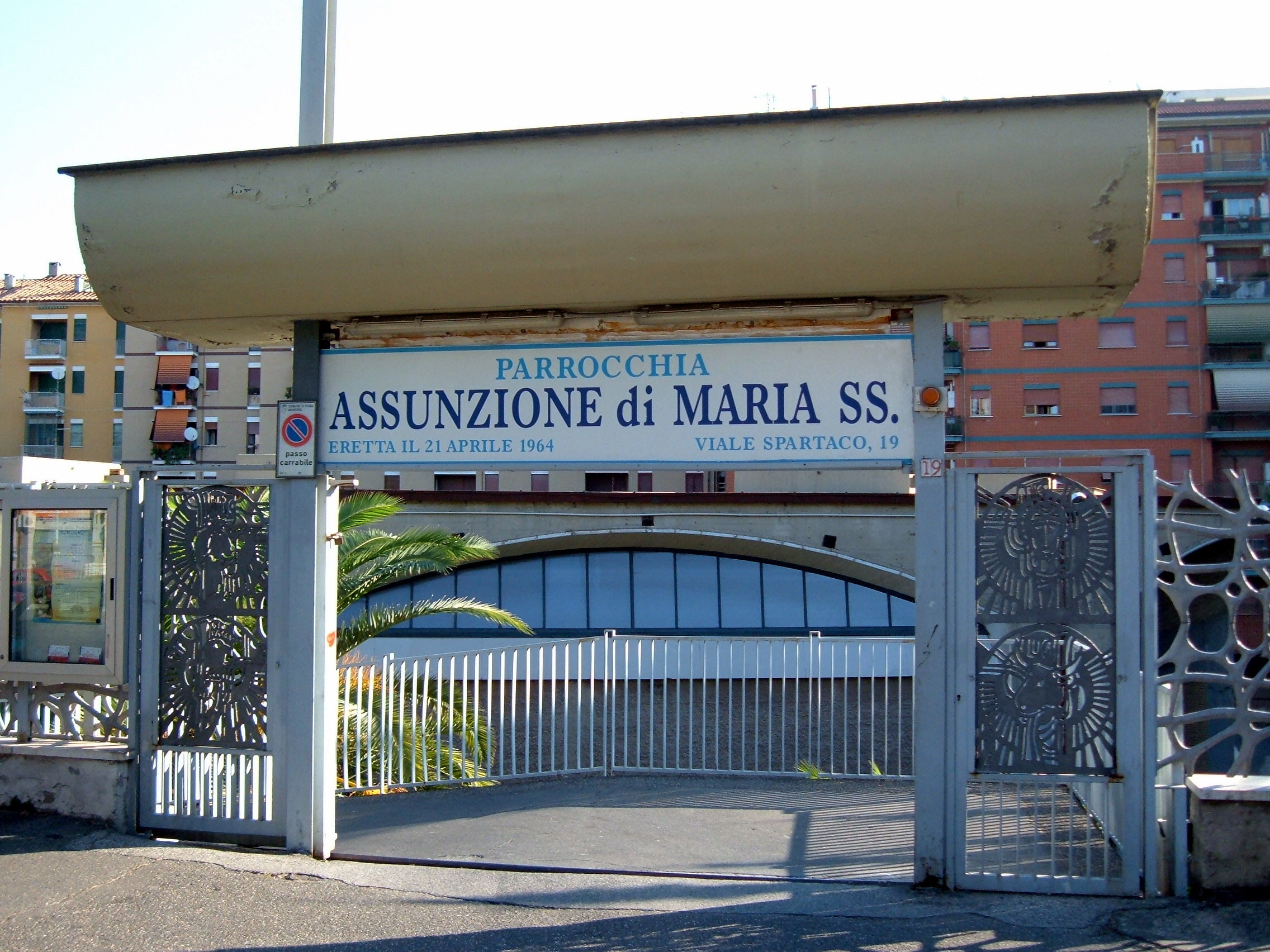
Vista da fachada.

Assunzione di Maria, conhecida também como Assunzione di Maria Santissima al Tuscolano, é uma igreja de Roma localizadao no Largo Spartaco, no quartiere Tuscolano de Roma. É dedicada à Assunção de Maria.

## História

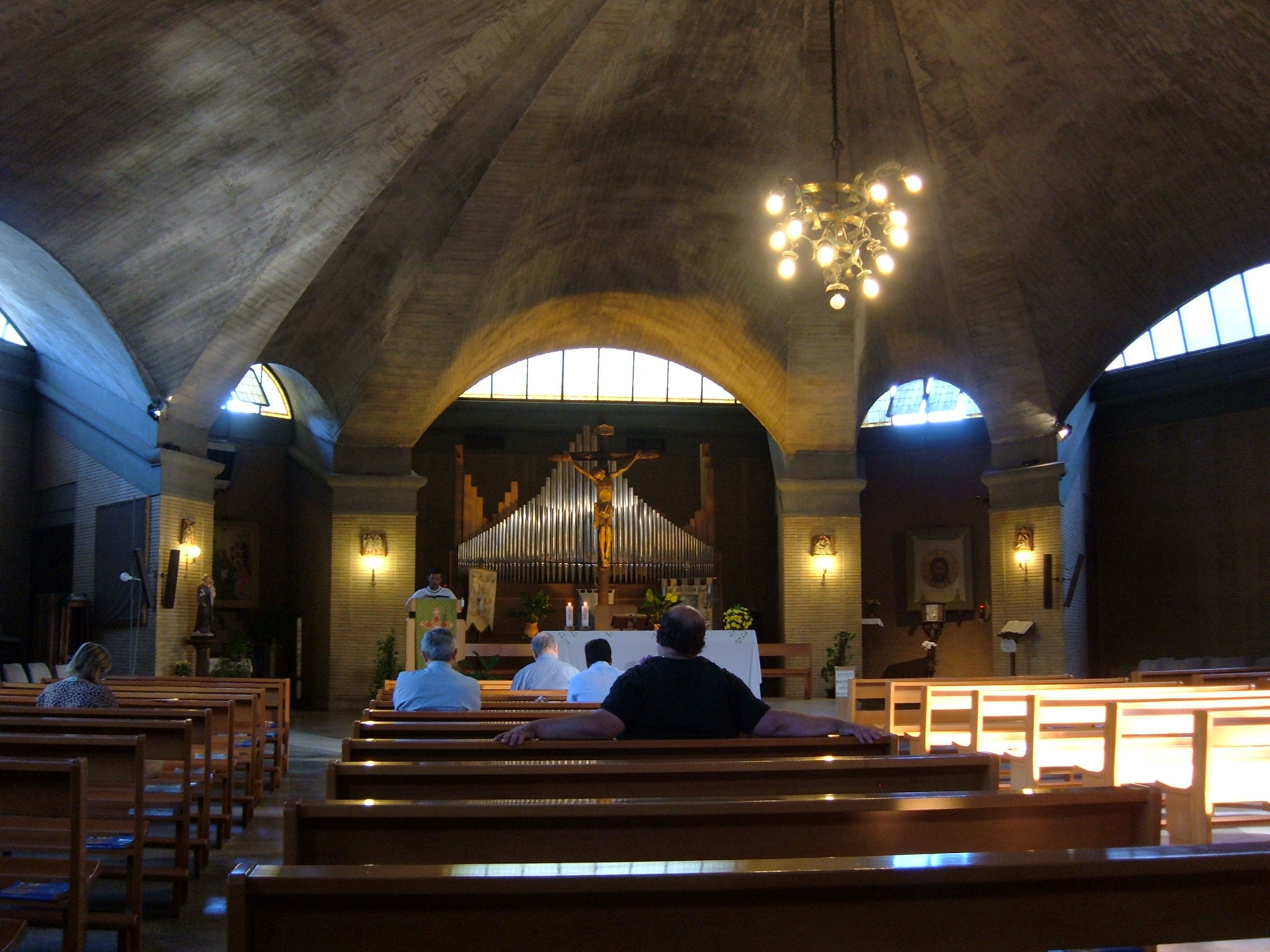
Interior.

A ideia desta igreja começou em 1957 quando se decidiu dividir a paróquia de Santa Maria del Buon Consiglio a Porta Furba, um processo iniciado quando se definiu pela realização de missas diárias na Cappella del Divino Amore, na Via Alessandro Viviani. A nova igreja planejada seria o foco de um novo bairro suburbano conhecido como Tuscolano II, um gigantesco projeto habitacional criado depois da Segunda Guerra Mundial sob a supervisão dos arquitetos Saverio Muratori e Mario de Renzi
Um gigantesco bloco de apartamentos, com quase cem metros de comprimento, foi completado em 1950 e foi batizado de Il Boomerang por causa de seu formato. A nova igreja com base num projeto de Muratori (o seu único projeto em Roma) e sua planta hexagonal originalmente complementaria o ângulo deste bloco, que está hoje do outro lado da praça, o que implica que a igreja seria o novo foco central de todo o complexo. As obras começaram em 1961, mas foram rapidamente interrompidas. Apesar disto, ela foi elevada a sede de uma paróquia através do decreto Cum in suburbana em 21 de abril de 1964 e entregue primeiro ao clero da Diocese de Roma e depois aos padres da Congregação de São João Batista Precursor. 
A cripta foi completada e aprontada como uma igreja em 1970. Logo em seguida, a trágica decisão de cancelar o projeto foi tomada, o que deixou o projeto inacabado. Com a morte de Saverio em 1973, a decisão se tornou final. A congregação mantém no local seu quartel-general e também um centro de estudos.

## Descrição
Uma longa rampa leva até a entrada da igreja , que está posicionada a vários metros abaixo do nível da rua. O interior é bem escuro e sombrio; de uma claraboia no centro do teto, uma cúpula rebaixada em concreto armado, pende um lustre em ferro forjado. No presbitério, atrás do altar-mor, estão um grande crucifixo de madeira afixado numa rocha e o órgão de tubos. Este último foi construído em 1999 pela Organaria Romana (modelo "Opera I") com seis registros. Ele está ligado a um órgão eletrônico que lhe serve de console.